# Mezzettia havilandii
Mezzettia havilandii är en kirimojaväxtart som först beskrevs av Jacob Gijsbert Boerlage, och fick sitt nu gällande namn av Henry Nicholas Ridley. Mezzettia havilandii ingår i släktet Mezzettia och familjen kirimojaväxter. Inga underarter finns listade i Catalogue of Life.